# Martine Hjørnevik
Martine Hjørnevik (* 18. Februar 2001) ist eine norwegische Hürdenläuferin, die sich auf die 100-Meter-Distanz spezialisiert hat.

## Sportliche Laufbahn
Erste internationale Erfolge erzielte Martine Hjørnevik im Jahr 2017, als sie beim Europäischen Olympischen Jugendfestival (EYOF) in Győr in 13,57 s über die Jugendhürden die Silbermedaille gewann. Im Jahr darauf siegte sie dann bei den U18-Europameisterschaften ebendort in 13,26 s. 2019 belegte sie dann bei den U20-Europameisterschaften in Borås in 13,60 s den sechsten Platz.
2018 und 2019 wurde Hjørnevik norwegische Hallenmeisterin im 60-Meter-Lauf.

## Persönliche Bestleistungen
- 100 m Hürden: 13,60 s (+0,1 m/s), 20. Juli 2019 in Borås
  - 60 m Hürden (Halle): 8,36 s, 4. Februar 2018 in Bærum